# شهرستان جیگژی
شهرستان جیگژی (به لاتین: Jigzhi County) یک منطقهٔ مسکونی در چین است که در ولایت خودمختار گولوگ تبتی واقع شده‌است.